# Паршиновка
Парши́новка — село Добринского района Липецкой области. Центр Каверинского сельсовета.

## География
Расположено в пределах Окско-Донской равнины. Стоит на правом берегу реки Битюг. Здесь по реке проходит граница с Мордовским районом Тамбовской области. На противоположном берегу — село Кужное.

## Топоним
Название — по первопоселенцу Паршинцеву.
Название сельсовету (ныне сельское поселение) дано по селу Каверино.

## История

### Древнейшая история
У села расположены сезонные стоянки неолитического и энеолитического времени, посёлки срубной культуры встречены Они компактно располагается на правом берегу реки Битюг на протяжении 4-х километрового участка реки. Археологи выявили их 11. На 10 из них находятся материалы срубного облика, на 3-х — энеолитического времени и на одном — неолита.

### История села
Возникла в первой половине XVIII века.
Отмечается на карте 1780 года.
В 1868 году построена каменная Никольская церковь.

В 1982 году в селе состоялся сход жителей Самовецкого, Каверинского и Шмаровского сельсоветов Воронежской, Липецкой и Тамбовской областей. На нем было принято обращение
«Мы, жители трех сельсоветов, собрались сегодня в селе Паршиновка Добринского района, что стоит на стыке трех областей — Воронежской, Липецкой и Тамбовской. Привела нас сюда большая тревога за судьбу речки Битюг, которая протекает по нашим землям. Возрождение малых рек — дело не только сельских жителей. Кто из горожан не стремится провести день отдыха на лоне природы, на берегу заветной речки? Поэтому и к вам наше слово. И от нас зависит, какой предстанет она — мутным увядающим ручьем или тихим ласковым плесом с кувшинками и лилиями. Мы глубоко убеждены: если по- серьёзному, всем миром возьмемся за малые реки, они будут украшать нашу землю, служить неиссякаемым источником радости и вдохновения все новым и новым поколениям людей».
 Это обращение было опубликовано в газете «Советская Россия» 13 апреля 1982 года. Сход стал началом общественной акции «Малым рекам — большую жизнь».

## Население
| 1859 | 1897  | 2010 |
| ---- | ----- | ---- |
| 991  | ↗1673 | ↘964 |

## Известные уроженцы
- Максимова Анна Павловна — Герой Социалистического Труда
- Буланов Иван Дмитриевич — доктор экономических наук, профессор, академик Академии проблем безопасности, обороны и правопорядка.[9]

## Инфраструктура

### Экономика
В селе функционируют сельскохозяйственный потребительский снабженческо-сбытовой кооператив «Березка», сельскохозяйственный потребительский кооператив «Агроном», сельскохозяйственный потребительский перерабатывающий снабженческо-сбытовой кооператив «Солнечный», крестьянское (фермерское) хозяйство (КФХ) «Аренда», КФХ Чиркова А. В., КФХ Токарева.
Крупным предпринимателем является Незнамов И. П., который является и меценатом (выделял деньги на строительство храма в с. Ровенка и восстановление храма в с. Паршиновка) и спонсором футбольной команды «Родник» — чемпиона Липецкой области.

## Объекты культурного наследия
- Вид на памятнику Марксу и Ленину. Храм Никольский (XIX в.)

- Курганная группа у с. Паршиновка (2 насыпи).  исторический памятник (региональный)[13]
- Поселение 1.  исторический памятник (региональный)[13]
- Поселение 2.  исторический памятник (региональный)[13]
- Поселение 3.  исторический памятник (региональный)[13]
- Поселение 4.  исторический памятник (региональный)[13]
- Поселение 5.  исторический памятник (региональный)[13]
- Поселение 6.  исторический памятник (региональный)[13]
- Поселение 7.  исторический памятник (региональный)[13]
- Поселение 8.  исторический памятник (региональный)[13]

Археологи относят поселения к эпохе неолита, энеолита, бронзы.

## Транспорт
Паршиновка соединено автодорогами с сёлами Талицкий Чамлык и Ровенка.